# Heidelsburg
Die Heidelsburg, auch Bunenstein, ist eine ehemalige Befestigungsanlage im westlichen Pfälzerwald (Rheinland-Pfalz), die mindestens auf die Römerzeit zurückgeht. Von der als Denkmalzone eingestuften Höhenburg sind noch die Reste von zwei Toren sowie von Treppen, Mauern und möglicherweise einer Zisterne erhalten.

## Geographie

### Lage
Die Burgruine liegt 3 km südöstlich von Waldfischbach-Burgalben auf dem südlichsten Ausläufer des 392,7 m hohen Dreisommerbergs in 333 m ü. NHN Höhe rechts oberhalb des Schwarzbachtals.

### Erreichbarkeit
Die Heidelsburg kann nicht mit Fahrzeugen angefahren werden. Vom Parkplatz Galgenberghaus bei Waldfischbach-Burgalben ist ein Waldwanderweg (ca. 4 km, Gehzeit ungefähr eine Stunde) ausgeschildert. Vom Parkplatz Sommerdelle im Schwarzbachtal führen mehrere gut ausgeschilderte Wanderwege mit verschiedenen Schwierigkeitsgraden und unterschiedlicher Länge wie der Prädikatswanderweg Pfälzer Waldpfad und der Fernwanderweg Saar-Rhein-Main zur Heidelsburg. Meist handelt es sich um Kieswege oder kleinere Waldpfade, die, abhängig von Jahreszeit und Frequentierung, Zuwachsungen aufweisen können.

## Geschichte
Gemäß römischen Münzfunden, die in den 1970er Jahren zutage kamen, wurde die Heidelsburg spätestens zwischen dem 2. nachchristlichen Jahrhundert (Kaiser Hadrian) und 351 (Germaneneinfälle) errichtet. Nach Lage und Form der Anlage sowie einem gallischen Münzfund halten Historiker es allerdings für möglich, dass ein Vorgängerbauwerk auf Kelten zurückgeht und sein Ursprung bereits um 100 v. Chr. liegt. Es ist auch nicht auszuschließen, dass das Bauwerk in spätkarolingischer Zeit noch einmal ausgebaut wurde; gewisse Merkmale der Bearbeitung des Kammertors deuten darauf hin. 1355 verkaufte Graf Arnold von Homburg einen Felsen im Waldfischbacher Gericht, Bunensteyn genannt, zur Hälfte an Graf Walram II. von Zweibrücken und gestattete ihm, auf dem Felsen eine Burg und am Fuß des Felsens eine Stadt zu bauen, wozu es allerdings nie kam.
Der ursprüngliche Name ist nicht überliefert. Die Bezeichnung „Heidelsburg“ weist etymologische Verwandtschaft zu „Heiden“ auf und entstand erst im Mittelalter, als der Bau schon seit Jahrhunderten verfallen war. Die Beforchung (Waldbeschreibung) zu Waldfischbach erwähnt die Ruinen um 1600.
1990 kam die Anlage in den Besitz der staatlichen Forst- und Schlösserverwaltung des Landesamtes für Denkmalpflege.

## Anlage

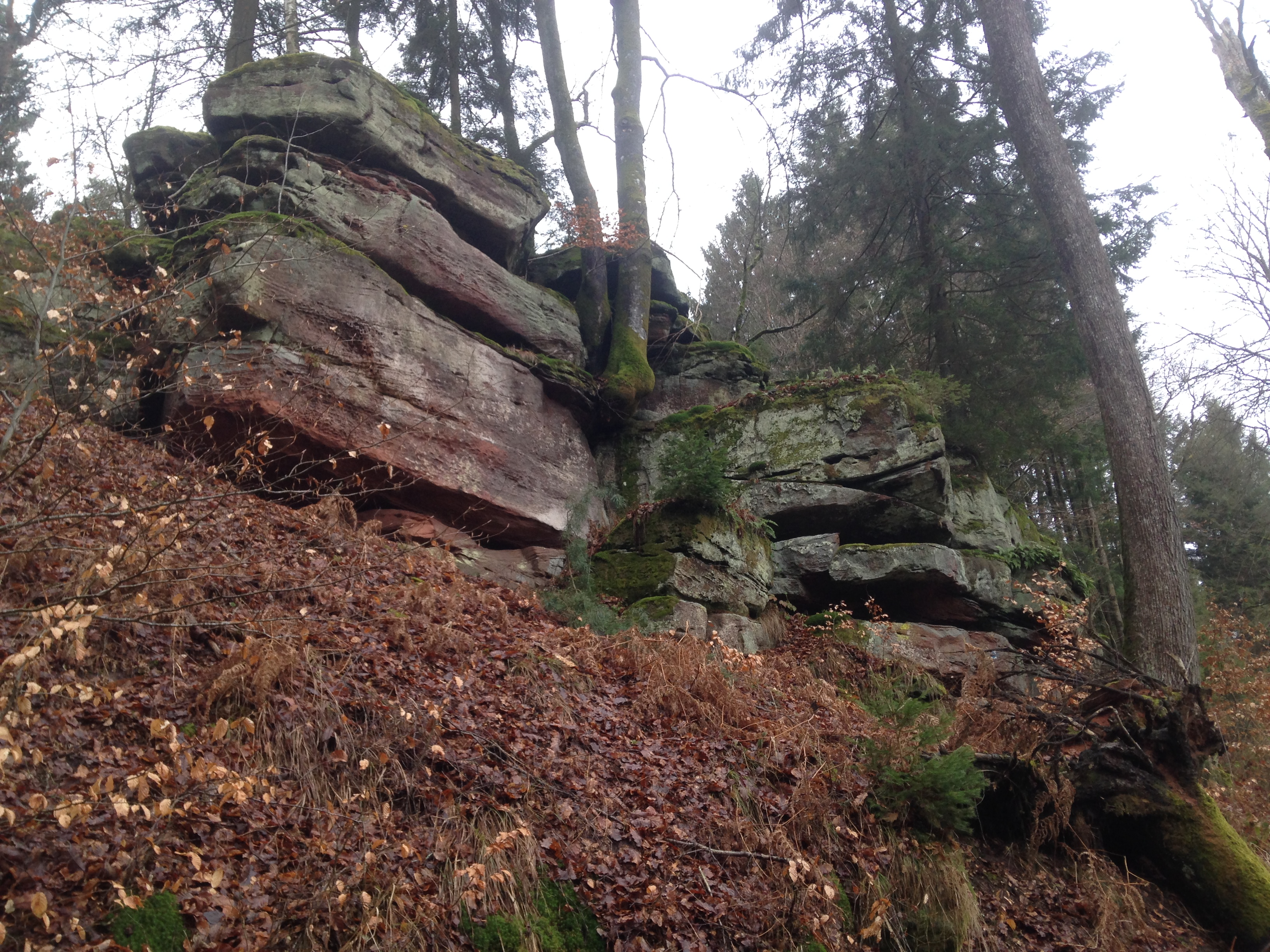
Felsen der Heidelsburg
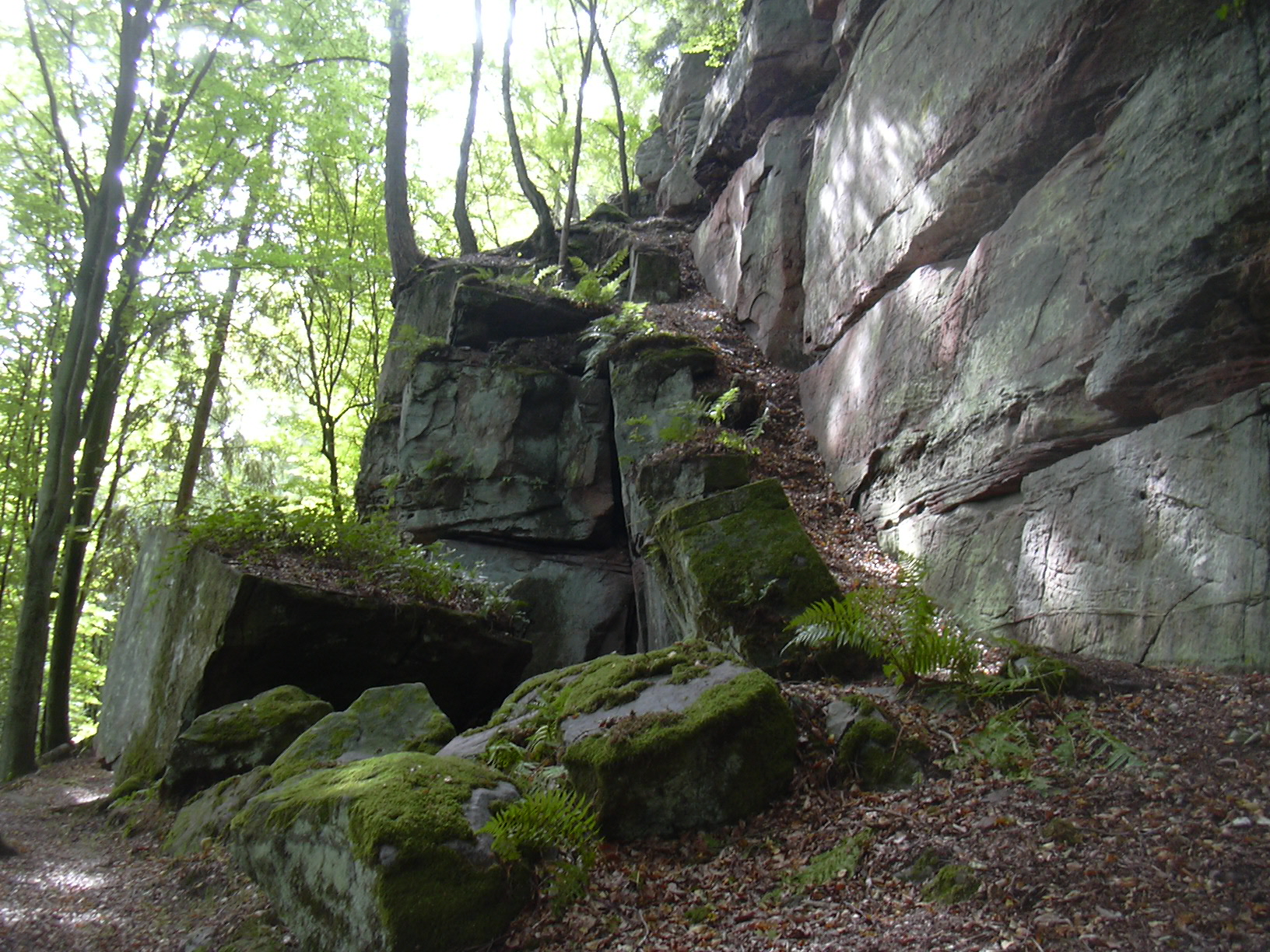
Felsenweg bei der Heidelsburg
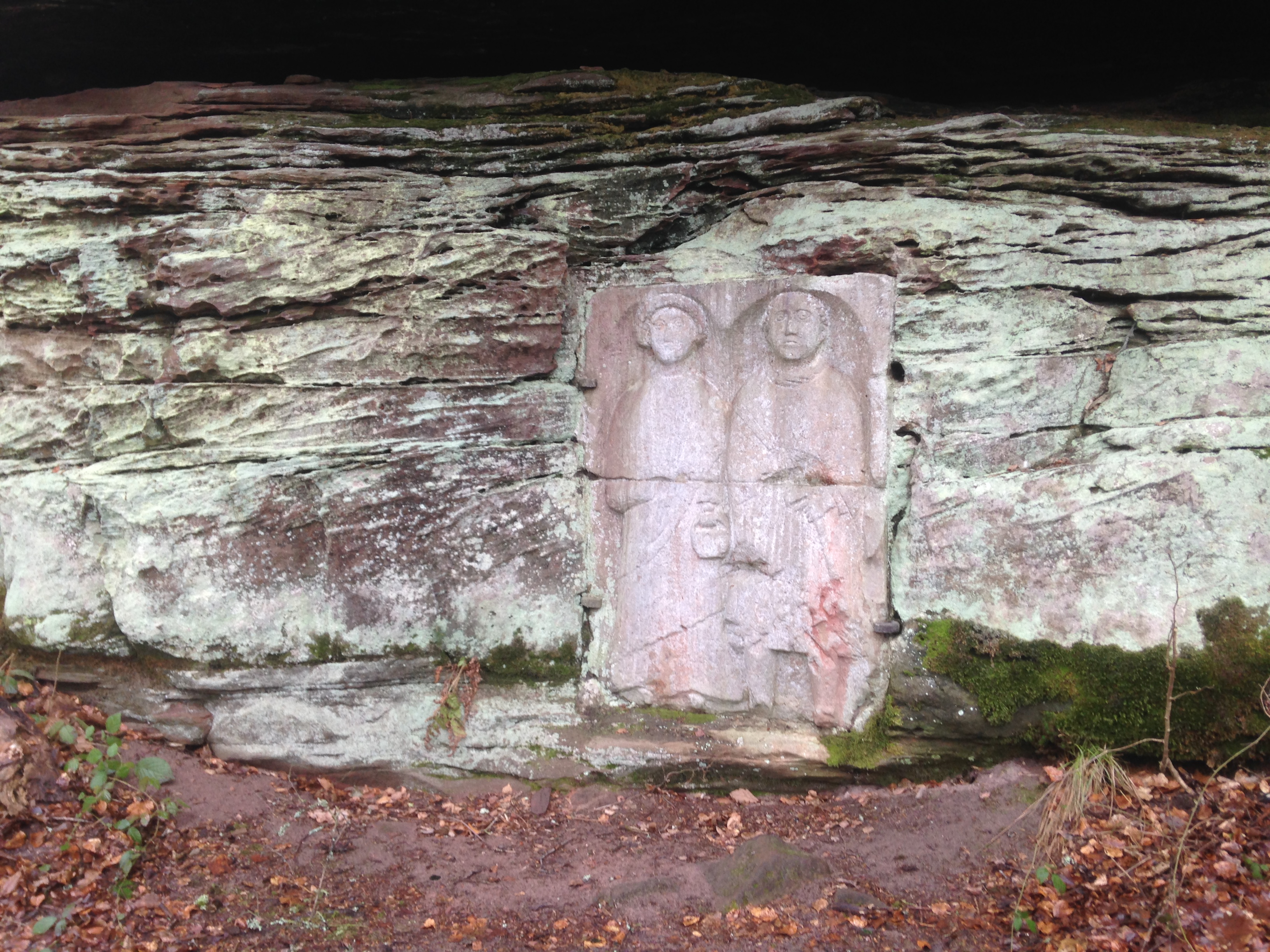
Replikat der Grabplatte des „Saltuarius“ und seiner Frau
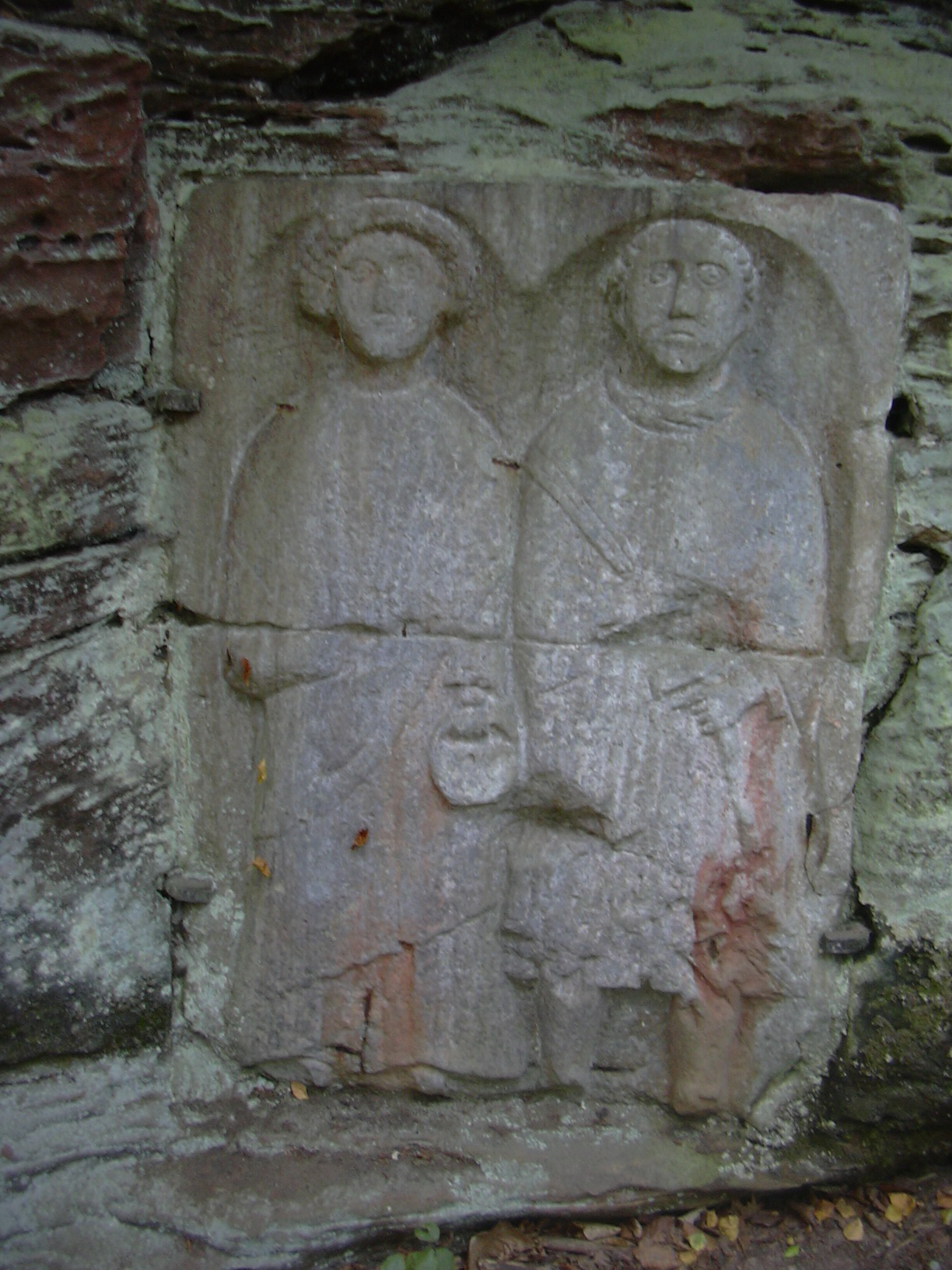
Grabplatte als Ausschnitt
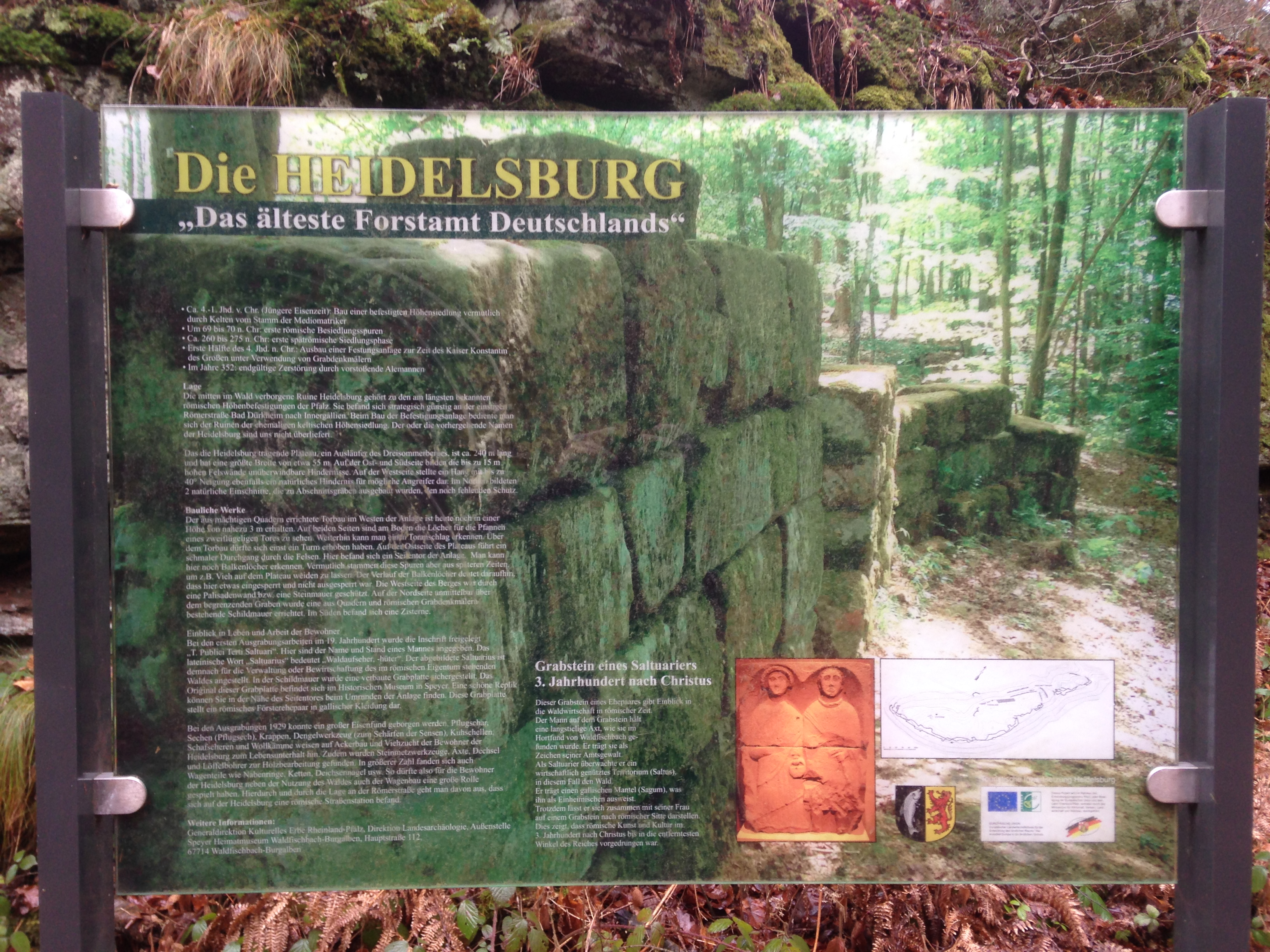
„Das älteste Forstamt Deutschlands“, Infotafel
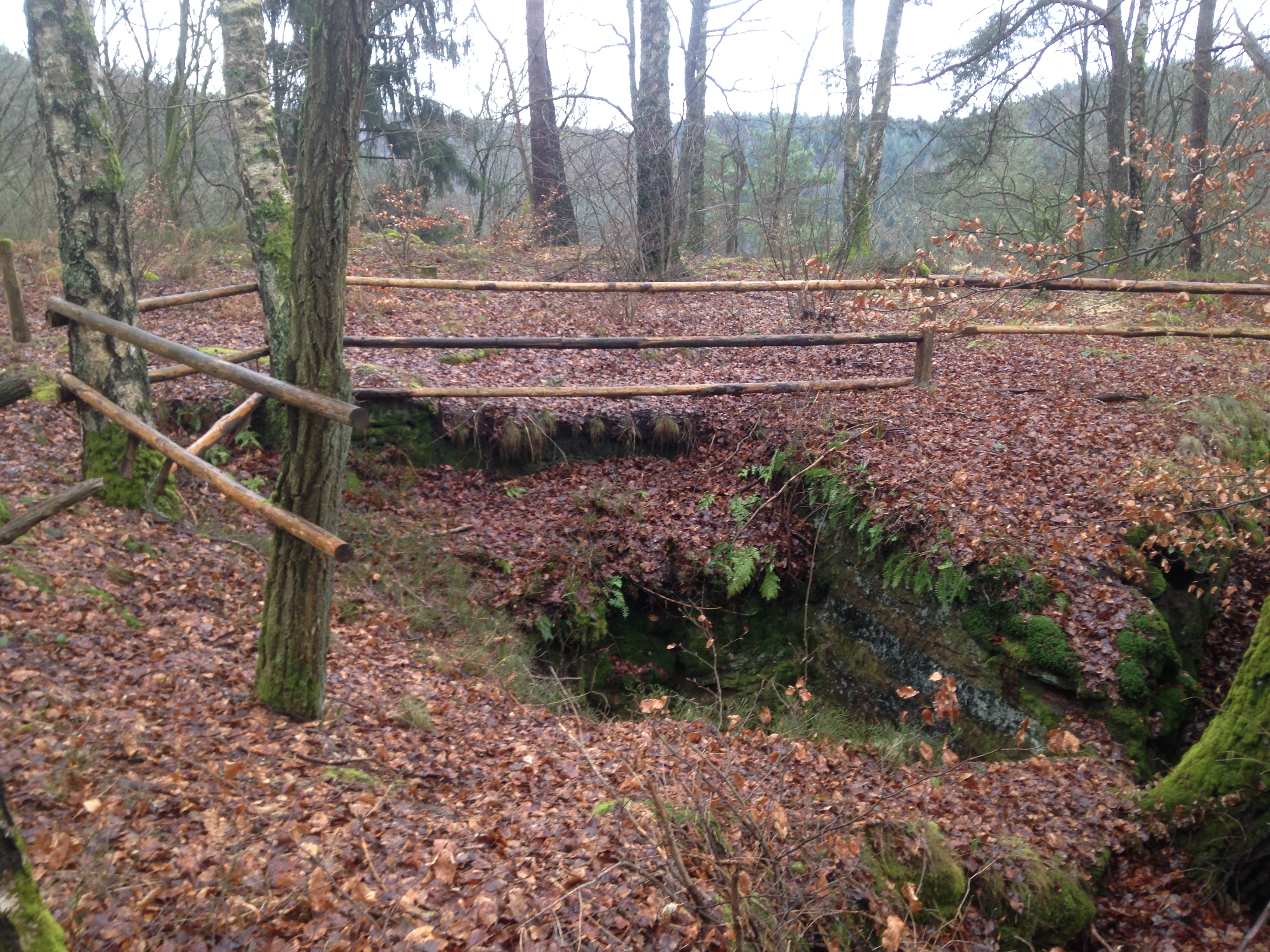
Gegen Absturz gesichert: ehemalige Zisterne?
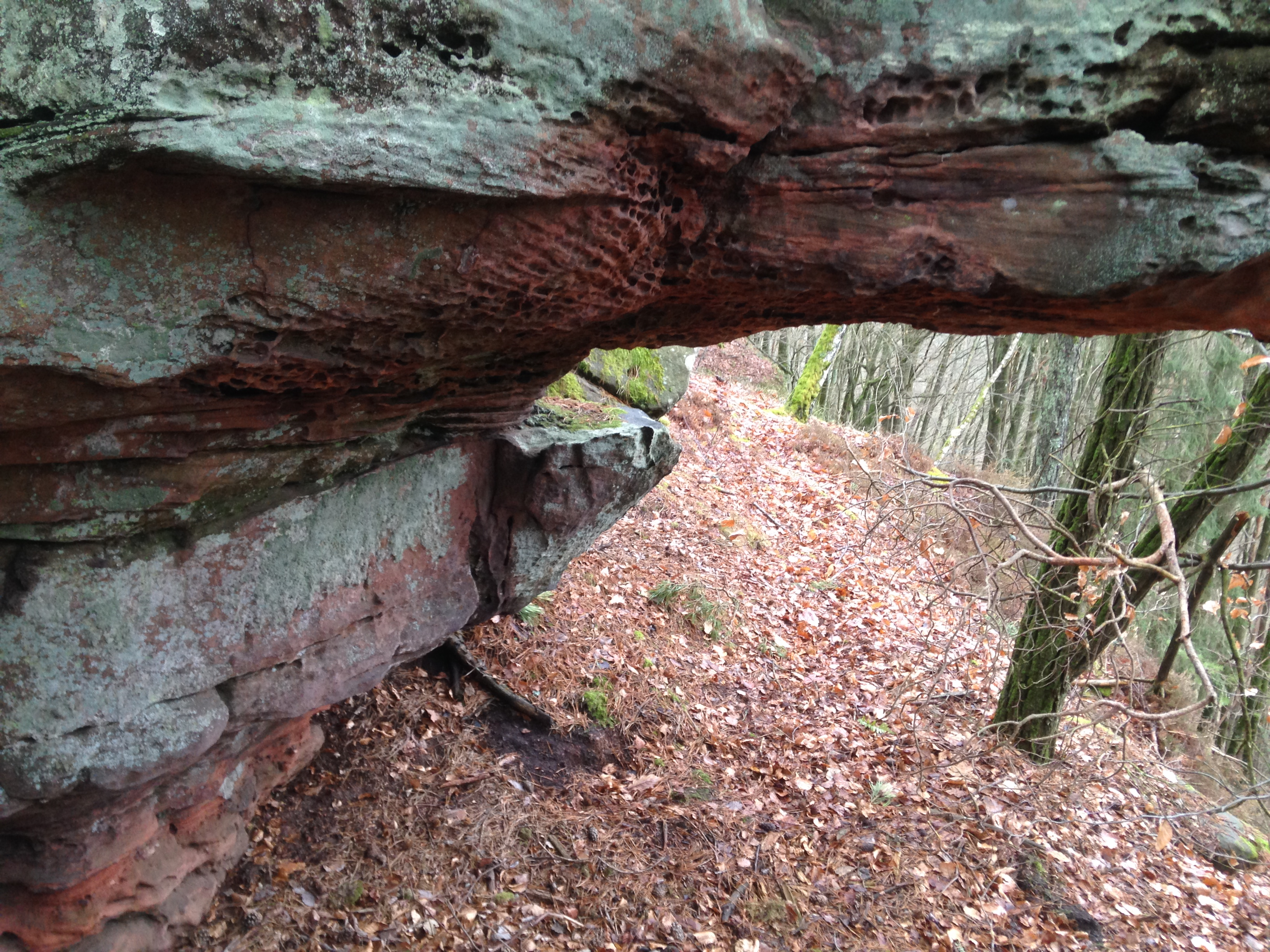
Felsen am Rand der Heidelsburg

Auf dem steil zum Schwarzbachtal abfallenden Höhenrücken waren nach den Erkenntnissen der Historiker Christian Mehlis (1883) und Friedrich Sprater (1927/28), welche in zwei Stufen die Ausgrabungen vornehmen ließen, natürliche Felswände aus Buntsandstein mit großen Quadern zu einer ovalen Ummauerung ergänzt und damit eine ältere Konstruktion aus Holzpfählen verstärkt worden. Innerhalb dieser Mauern erstreckte sich das römische Castrum, das durch zwei Tore von Westen und Osten zugänglich war.
Heute sind nur noch Rudimente der Verteidigungsmauer zu erkennen. Das Westtor ließ Sprater Ende der 1920er Jahre aus den stark bemoosten Original-Quadern wieder aufbauen. Die Funktion einer vier bis fünf Meter messenden Vertiefung (die durch ein Holzgeländer abgesperrt ist) im Bereich der Ringmauer ist unklar; möglicherweise war es eine Zisterne.
Im Heimatmuseum von Waldfischbach-Burgalben befindet sich ein Rekonstruktionsmodell der gesamten Anlage.
Bei den ersten Ausgrabungsarbeiten im 19. Jahrhundert wurde eine Grabplatte freigelegt, die einen Mann mit einer Axt und eine Frau mit einem Korb darstellt. Die Axt war das Symbol des römischen Forstverwalters, des „Saltuarius“, und ein gleichlautender Namenszusatz auf einer Inschrift in der Mauer sowie ein entsprechendes Werkzeug wurden auch in der Nähe der Anlage gefunden. Wenngleich schriftliche Quellen fehlen, ob und inwieweit die Römer im Umkreis der Heidelsburg tatsächlich organisierte Forstwirtschaft betrieben haben, handelt es sich dennoch um das älteste bekannte Indiz für Waldadministration in der Spätantike auf germanischem Boden. Touristische Werbematerialien nennen daher die Heidelsburg „das älteste Forstamt Deutschlands“.
Die Grabplatte wird heute im Historischen Museum der Pfalz zu Speyer aufbewahrt. Am Fundort im Bereich der zerstörten Ostmauer befindet sich ein 1876 angefertigtes Replikat. Das Heimatmuseum in Waldfischbach-Burgalben besitzt einen Holzschnitt, der von einem örtlichen Hobbyschnitzer stammt. Neben Münzen wurden im Bereich der Burg auch römische Keramikscherben und Eisenwerkzeuge gefunden, die in Schaukästen des Heimatmuseums ausgestellt sind.
Vom Westtor aus verläuft ein Rundwanderweg über das heute vollkommen von Buchenwald zugewachsene Plateau zwischen den natürlichen Felsgruppen und den Resten der Ringmauer. Auf den Sandböden dominieren Farne, Erika und Heidelbeersträucher als Unterholz. Einzelne Bäume wurzeln in den Spalten der Felswände, die auch von Kletterern als Übungsgelände genutzt werden.